# Myrmidon à flancs blancs
Myrmotherula axillaris
Pour les articles homonymes, voir Myrmidon.
Espèce
Répartition géographique
Statut de conservation UICN

 LC  : Préoccupation mineure
Le Myrmidon à flancs blancs (Myrmotherula axillaris) est une espèce de passereaux de la famille des Thamnophilidae.

## Répartition et sous-espèces
Selon la classification de référence du Congrès ornithologique international (15.1, 2025) :
- M. a. albigula Lawrence, 1865 — de l'est du Honduras à l'ouest de l'Équateur ;
- M.a. melaena (Sclater, 1857) — nord-ouest de l'Amazonie ;
- M. a. heterozyga Zimmer, 1932 — est de Pérou et ouest du Brésil ;
- M. a. axillaris (Vieillot, 1817) — plateau des Guyanes, Trinité et Amazonie ;
- M. a. fresnayana (d'Orbigny, 1835) — sud-est du Pérou et nord-ouest de la Bolivie.

## Systématique
Le nom valide complet (avec auteur) de ce taxon est Myrmotherula axillaris (Vieillot, 1817).
L'espèce a été initialement classée dans le genre Myrmothera sous le protonyme Myrmothera axillaris Vieillot, 1817.
Ce taxon porte en français le nom vernaculaire ou normalisé suivant : Myrmidon à flancs blancs.
Myrmotherula axillaris a pour synonyme :
- Myrmothera axillaris Vieillot, 1817